# Espícula Óssea
São pequenos fragmentos ósseos decorrentes de traumatismo ortopédicos. Ex: pedaços de um dente quebrado;Após uma fratura fechada do tipo cominutiva,pode conter espícula ósseas. 